# Lola Astanova
Lola Astanova (tiếng Nga: Лола Астанова; sinh ngày 3 tháng 7 năm 1982 tại Tashkent, Liên Xô) là một nghệ sĩ dương cầm người Mỹ gốc Nga.